# Mistrzostwa świata U-20 w piłce nożnej 2019 (składy)
Artykuł grupuje składy wszystkich reprezentacji narodowych w piłce nożnej, które występują podczas Mistrzostw Świata U-20 w Piłce Nożnej w Polsce w dniach od 23 maja do 15 czerwca 2019 roku.
- Przynależność klubowa na koniec sezonu 2018/2019.
- Wiek zawodnika aktualny na dzień rozpoczęcia mistrzostw.
- Legenda:
- Pozycje na boisku:
- BR – bramkarz
- OB – obrońca
- PM – pomocnik
- NP – napastnik

## Grupa A

### Polska
Trener:  Jacek Magiera
| Nr | Pozycja | Zawodnik              | Wiek | Klub                         |
| -- | ------- | --------------------- | ---- | ---------------------------- |
| 1  | BR      | Radosław Majecki      | 19   | Legia Warszawa               |
| 12 | BR      | Miłosz Mleczko        | 20   | Puszcza Niepołomice          |
| 21 | BR      | Karol Niemczycki      | 19   | NAC Breda                    |
| 2  | OB      | Maik Nawrocki         | 18   | Werder Brema                 |
| 4  | OB      | Adrian Gryszkiewicz   | 19   | Górnik Zabrze                |
| 5  | OB      | Serafin Szota         | 20   | Odra Opole                   |
| 6  | OB      | Sebastian Walukiewicz | 19   | Pogoń Szczecin               |
| 11 | OB      | Jakub Bednarczyk      | 20   | FC St. Pauli                 |
| 15 | OB      | Jan Sobociński        | 20   | ŁKS Łódź                     |
| 3  | PM      | Tymoteusz Puchacz     | 20   | GKS Katowice                 |
| 7  | PM      | Tomasz Makowski       | 19   | Lechia Gdańsk                |
| 8  | PM      | Mateusz Bogusz        | 17   | Leeds United                 |
| 10 | PM      | David Kopacz          | 19   | VfB Stuttgart                |
| 13 | PM      | Michał Skóraś         | 19   | Termalica Bruk-Bet Nieciecza |
| 14 | PM      | Nicola Zalewski       | 17   | AS Roma                      |
| 16 | PM      | Bartosz Slisz         | 20   | Zagłębie Lubin               |
| 19 | PM      | Adrian Łyszczarz      | 19   | GKS Katowice                 |
| 18 | PM      | Adrian Stanilewicz    | 19   | Bayer Leverkusen             |
| 20 | PM      | Marcel Zylla          | 19   | Bayern Monachium             |
| 9  | NP      | Dominik Steczyk       | 20   | 1.FC Nurnberg                |
| 17 | NP      | Adrian Benedyczak     | 20   | Pogoń Szczecin               |

### Kolumbia
Trener:  Arturo Reyes
| Nr | Pozycja | Zawodnik          | Wiek | Klub              |
| -- | ------- | ----------------- | ---- | ----------------- |
| 1  | BR      | Reinaldo Fontalvo | 20   | Barranquilla FC   |
| 12 | BR      | Juan Lemus        | 20   | Club Llaneros     |
| 13 | BR      | Kevin Mier        | 19   | Atletico Nacional |
| 2  | OB      | Carlos Cuesta     | 20   | Atletico Nacional |
| 3  | OB      | Andres Reyes      | 19   | Atletico Nacional |
| 4  | OB      | Anderson Arroyo   | 19   | KAA Gent          |
| 5  | OB      | Andres Balanta    | 19   | Deportivo Cali    |
| 14 | OB      | Juan Palma        | 19   | Once Caldas       |
| 16 | OB      | Brayan Vera       | 20   | Itagüí Leones     |
| 6  | PM      | Andres Perea      | 18   | Atletico Nacional |
| 7  | PM      | Ivan Angulo       | 20   | Palmeiras         |
| 8  | PM      | Jaime Alvarado    | 19   | Hercules CF       |
| 15 | PM      | Gustavo Carvajal  | 18   | América Cali      |
| 18 | PM      | Andres Amaya      | 18   | Atlético Huila    |
| 20 | PM      | Johan Carbonero   | 19   | Once Caldas       |
| 21 | PM      | Jean Colorado     | 18   | Deportivo Tuluá   |
| 9  | NP      | Luis Sandoval     | 19   | Barranquilla FC   |
| 10 | NP      | Cucho Hernandez   | 20   | SD Huesca         |
| 11 | NP      | Luis Sinisterra   | 19   | Feyenoord         |
| 17 | NP      | Deiber Caicedo    | 19   | Deportivo Cali    |
| 19 | NP      | Carlos Teran      | 18   | Envigado FC       |

### Tahiti
Trener:  Bruno Tehaamoana
| Nr | Pozycja | Zawodnik           | Wiek | Klub             |
| -- | ------- | ------------------ | ---- | ---------------- |
| 1  | BR      | Josselin Capel     | 16   | AS Saint-Etienne |
| 16 | BR      | Tevaearai Tamatai  | 18   | AS Venus         |
| 21 | BR      | Moana Pito         | 19   | AS Tefana        |
| 2  | OB      | Samuel Liparo      | 19   | US Concarneau    |
| 3  | OB      | Hennel Tehaamoana  | 20   | AS Dragon        |
| 5  | OB      | Etienne Tave       | 19   | AS Venus         |
| 11 | OB      | Mauri Heitaa       | 19   | AS Venus         |
| 18 | OB      | Tevaitini Teumere  | 16   | Toulousse        |
| 4  | PM      | Kavai'ei Morgant   | 17   | US Concarneau    |
| 5  | PM      | Terai Bremond      | 18   | Toulousse        |
| 7  | PM      | Ramanui Amau       | 18   | AS Venus         |
| 8  | PM      | Yann Vivi          | 18   | AS Jeunes        |
| 10 | PM      | Roonui Tehau       | 19   | AS Venus         |
| 12 | PM      | Hugo Boube         | 19   | AS Jeunes        |
| 15 | PM      | Tehauarii Holozet  | 16   | AS Tefana        |
| 17 | PM      | Diego Araneda      | 18   | AS Central Sport |
| 19 | PM      | Herehaunui Ferrand | 17   | AS Central Sport |
| 20 | PM      | Kitin Maro         | 20   | AS Venus         |
| 9  | NP      | Eddy Kaspard       | 17   | FC Trelissac     |
| 13 | NP      | Kalahani Beaumert  | 19   | AS Tefana        |
| 14 | NP      | Tutehau Tufuriua   | 19   | AS Taiarapu      |

### Senegal
Trener:  Joseph Koto
| Nr | Pozycja | Zawodnik         | Wiek | Klub                  |
| -- | ------- | ---------------- | ---- | --------------------- |
| 1  | BR      | Cheikh Sarr      | 19   | Gimnastic Tarragona   |
| 16 | BR      | Dialy N’Diaye    | 19   | Cayor Foot            |
| 21 | BR      | Francois Djiba   | 18   | Diambars              |
| 2  | OB      | Moussa N’Diaye   | 16   | Excellence Foot       |
| 3  | OB      | Formose Mendy    | 18   | AF Darou Salam        |
| 5  | OB      | Souleymane Aw    | 20   | KAS Eupen             |
| 6  | OB      | Niakhate N’Diaye | 17   | AS Dakar Sacre-Coeur  |
| 8  | OB      | Moustapha Mbow   | 19   | Reims                 |
| 12 | OB      | Alpha Dionkou    | 17   | Manchester City       |
| 13 | OB      | Souleymane Cisse | 20   | Stade de Mbour        |
| 4  | PM      | Cavin Diagne     | 19   | Le Mans               |
| 7  | PM      | Amadou Sagna     | 19   | Cayor Foot            |
| 15 | PM      | Ousseynou Niang  | 17   | Diambars              |
| 17 | PM      | Dion Lopy        | 17   | Oslo Football Academy |
| 18 | PM      | Faly Ndaw        | 19   | Teungueth FC          |
| 12 | PM      | Amadou Ciss      | 20   | Fortuna Sittard       |
| 9  | NP      | Dia N’Diayee     | 19   | Metz                  |
| 10 | NP      | Ibrahima Drame   | 17   | Diambars              |
| 11 | NP      | Mamadou Danfa    | 18   | Casa Sports           |
| 14 | NP      | Ibrahima Niane   | 20   | Metz                  |
| 19 | NP      | Youssouph Badji  | 17   | Casa Sports           |

## Grupa B

### Meksyk
Trener:  Diego Ramírez
| Nr | Pozycja | Zawodnik            | Wiek | Klub               |
| -- | ------- | ------------------- | ---- | ------------------ |
| 1  | BR      | Carlos Higuera      | 18   | Club Tijuana       |
| 12 | BR      | Luis López          | 19   | Dorados de Sinaloa |
| 21 | BR      | Ángel Alonzo        | 19   | Club Necaxa        |
| 2  | OB      | Kevin Álvarez       | 20   | CF Pachuca         |
| 3  | OB      | Gilberto Sepúlveda  | 20   | Chivas Guadalajara |
| 4  | OB      | Efraín Orona        | 20   | CF Pachuca         |
| 5  | OB      | Arturo Cárdenas     | 20   | Querétaro FC       |
| 13 | OB      | Mario Trejo         | 20   | Monarcas Morelia   |
| 14 | OB      | Oswaldo León        | 19   | Club América       |
| 6  | PM      | Alan Torres         | 19   | Chivas Guadalajara |
| 7  | PM      | Diego Hernández     | 19   | Chivas Guadalajara |
| 8  | PM      | Misael Domínguez    | 19   | Cruz Azul          |
| 10 | PM      | Diego Lainez        | 18   | Real Betis         |
| 15 | PM      | Fernando Plascencia | 19   | Club Necaxa        |
| 16 | PM      | Roberto Meraz       | 19   | Monarcas Morelia   |
| 18 | PM      | Carlos Gutiérrez    | 20   | Pumas UNAM         |
| 19 | PM      | Antonio Figueroa    | 19   | CF Pachuca         |
| 20 | PM      | Adrián Lozano       | 20   | Santos Laguna      |
| 9  | NP      | José Juan Macías    | 19   | Club León          |
| 11 | NP      | Roberto de la Rosa  | 19   | CF Pachuca         |
| 17 | NP      | Daniel López        | 19   | Club Tijuana       |

### Włochy
Trener:  Paolo Nicolato
| Nr | Pozycja | Zawodnik               | Wiek | Klub                 |
| -- | ------- | ---------------------- | ---- | -------------------- |
| 1  | BR      | Alessandro Plizzari    | 19   | AC Milan             |
| 12 | BR      | Marco Carnesecchi      | 18   | Atalanta             |
| 21 | BR      | Leonardo Loria         | 20   | Juventus             |
| 2  | OB      | Antonio Candela        | 19   | Genoa FC             |
| 3  | OB      | Alessandro Tripaldelli | 20   | FC Crotone           |
| 4  | OB      | Matteo Gabbia          | 19   | Lucchese             |
| 5  | OB      | Alessandro Buongiorno  | 19   | Carpi FC             |
| 6  | OB      | Davide Bettella        | 19   | Delfino Pescara 1936 |
| 14 | OB      | Raoul Bellanova        | 19   | AC Milan             |
| 15 | OB      | Enrico Del Prato       | 19   | Atalanta Bergamo     |
| 16 | OB      | Luca Ranieri           | 20   | Foggia Calcio        |
| 17 | OB      | Luca Pellegrini        | 20   | Cagliari Calcio      |
| 7  | PM      | Davide Frattesi        | 19   | Ascoli Calcio        |
| 8  | PM      | Andrea Colpani         | 20   | Atalanta Bergamo     |
| 19 | PM      | Roberto Alberico       | 20   | TSG Hoffenheim       |
| 20 | PM      | Salvatore Esposito     | 18   | Ravenna              |
| 9  | NP      | Andrea Pinamonti       | 20   | Frosinone Calcio     |
| 10 | NP      | Christian Capone       | 20   | Delfino Pescara 1936 |
| 11 | NP      | Gianluca Scamacca      | 20   | Sassuolo             |
| 13 | NP      | Gabriele Gori          | 20   | Livorno Calcio       |
| 18 | NP      | Marco Olivieri         | 19   | Juventus             |

### Japonia
Trener:  Masanaga Kageyama
| Nr | Pozycja | Zawodnik          | Wiek | Klub                |
| -- | ------- | ----------------- | ---- | ------------------- |
| 1  | BR      | Tomoya Wakahara   | 19   | Kyoto Sanga FC      |
| 12 | BR      | Shu Mogi          | 20   | Cerezo Osaka        |
| 21 | BR      | Zion Suzuki       | 16   | Urawa Red Diamonds  |
| 2  | OB      | Shunki Higashi    | 18   | Sanfrecce Hiroshima |
| 3  | OB      | Yuki Kobayashi    | 18   | Vissel Kobe         |
| 4  | OB      | Ayumu Seko        | 18   | Cerezo Osaka        |
| 5  | OB      | Yukinari Sugawara | 18   | Nagoya Grampus      |
| 15 | OB      | Toichi Suzuki     | 18   | Shonan Bellmare     |
| 17 | OB      | Kennedy Mikuni    | 18   | Avispa Fukuoka      |
| 19 | OB      | Hinata Kida       | 18   | Avispa Fukuoka      |
| 6  | PM      | Yuta Goke         | 19   | Vissel Kobe         |
| 7  | PM      | Hiroki Ito        | 20   | Nagoya Grampus      |
| 8  | PM      | Kanya Fujimoto    | 19   | Tokyo Verdy         |
| 10 | PM      | Mitsuki Saito     | 20   | Shonan Bellmare     |
| 16 | PM      | Kota Yamada       | 19   | Yokohama F.Marinos  |
| 9  | NP      | Koki Saito        | 17   | Yokohama FC         |
| 11 | NP      | Kyosuke Tagawa    | 20   | FC Tokyo            |
| 13 | NP      | Taisei Miyashiro  | 18   | Kawasaki Frontale   |
| 14 | NP      | Jun Nishikawa     | 17   | Cerezo Osaka        |
| 18 | NP      | Taichi Hara       | 20   | FC Tokyo            |
| 20 | NP      | Keito Nakamura    | 18   | Gamba Osaka         |

### Ekwador
Trener:  Jorge Célico
| Nr | Pozycja | Zawodnik           | Wiek | Klub                    |
| -- | ------- | ------------------ | ---- | ----------------------- |
| 1  | BR      | Moisés Ramírez     | 18   | Real Sociedad           |
| 12 | BR      | Pierre Bellolio    | 19   | CD Universidad Católica |
| 21 | BR      | Johan Lara         | 19   | SD Aucas                |
| 2  | OB      | Jackson Porozo     | 18   | Santos FC               |
| 3  | OB      | Diego Palacios     | 19   | Willem II               |
| 4  | OB      | Jhon Espinoza      | 20   | SD Aucas                |
| 6  | OB      | Gustavo Vallecilla | 19   | SD Aucas                |
| 14 | OB      | Richard Mina       | 19   | SD Aucas                |
| 15 | OB      | Luis Castillo      | 20   | Atlético Santo Domingo  |
| 18 | OB      | Luis Loor          | 19   | Independiente del Valle |
| 5  | PM      | Jordy Alcívar      | 19   | LDU Quito               |
| 7  | PM      | Luis Estupiñán     | 20   | Mushuc Runa             |
| 8  | PM      | José Cifuentes     | 20   | América de Quito        |
| 10 | PM      | Jordan Rezabala    | 19   | Independiente del Valle |
| 13 | PM      | Jefferson Arce     | 18   | LDU Quito               |
| 16 | PM      | Sergio Quintero    | 20   | Imbabura Sporting Club  |
| 9  | NP      | Leonardo Campana   | 18   | Barcelona Sporting Club |
| 11 | NP      | Alexander Alvarado | 20   | SD Aucas                |
| 17 | NP      | Stiven Plaza       | 20   | Real Valladolid         |
| 19 | NP      | Daniel Segura      | 20   | América de Quito        |
| 20 | NP      | Gonzalo Plata      | 18   | Sporting CP             |

## Grupa C

### Honduras
Trener:  Carlos Tábora
| Nr | Pozycja | Zawodnik           | Wiek | Klub              |
| -- | ------- | ------------------ | ---- | ----------------- |
| 1  | BR      | José García        | 19   | España            |
| 12 | BR      | Óscar Reyes        | 20   | Vida              |
| 21 | BR      | Johan Villanueva   | 19   | Marathón          |
| 2  | OB      | Elison Rivas       | 19   | España            |
| 3  | OB      | Darwin Diego       | 19   | Vida              |
| 4  | OB      | Axel Gómez         | 18   | Olimpia           |
| 5  | OB      | Wesly Decas        | 19   | Atlanta United FC |
| 15 | OB      | Maynor Antúnez     | 18   | Social Sol        |
| 18 | OB      | Jonathan Núñez     | 18   | Motagua           |
| 19 | OB      | Mariano Álvarez    | 20   | España            |
| 6  | PM      | Everson López      | 18   | Motagua           |
| 7  | PM      | Cristian Cálix     | 19   | Atlas Guadalajara |
| 8  | PM      | Gerson Chávez      | 19   | España            |
| 10 | PM      | Carlos Mejía       | 19   | Vida              |
| 13 | PM      | Selvin Guevara     | 20   | España            |
| 14 | PM      | Joseph Rosales     | 18   | CAI               |
| 16 | PM      | Jack Jean-Baptiste | 19   | Motagua           |
| 9  | NP      | César Romero       | 20   | Motagua           |
| 11 | NP      | Josué Villafranca  | 19   | Motagua           |
| 17 | NP      | Luis Palma         | 19   | Vida              |
| 20 | NP      | Patrick Palacios   | 19   | España            |

### Nowa Zelandia
Trener:  Des Buckingham
| Nr | Pozycja | Zawodnik           | Wiek | Klub                    |
| -- | ------- | ------------------ | ---- | ----------------------- |
| 1  | BR      | Michael Woud       | 20   | Willem II               |
| 12 | BR      | Cameron Brown      | 19   | Central United          |
| 21 | BR      | Zac Jones          | 18   | Wellington Phoenix      |
| 2  | OB      | George Stanger     | 18   | Hamilton Academical     |
| 3  | OB      | Dalton Wilkins     | 20   | FC Helsingoer           |
| 4  | OB      | Gianni Stensness   | 20   | Wellington Phoenix      |
| 5  | OB      | Nando Pijnaker     | 20   | Eastern Suburbs         |
| 13 | OB      | Liberato Cacace    | 18   | Wellington Phoenix      |
| 17 | OB      | Callan Elliot      | 19   | Wellington Phoenix      |
| 6  | PM      | Dane Schnell       | 20   | Western Springs         |
| 7  | PM      | Elijah Just        | 19   | FC Helsingoer           |
| 8  | PM      | Joe Bell           | 20   | Virginia Cavaliers      |
| 10 | PM      | Sarpreet Singh     | 20   | Wellington Phoenix      |
| 14 | PM      | Leon van den Hoven | 19   | RKC Waakwijk            |
| 15 | PM      | Trevor Zwetsloot   | 19   | Werder Brema            |
| 16 | PM      | Dominic Wooldridge | 20   | Western Suburbs         |
| 20 | PM      | Willem Ebbinge     | 18   | Lower Hutt City         |
| 9  | NP      | Max Mata           | 18   | Grasshopper Club Zürich |
| 11 | NP      | Matt Conroy        | 18   | Western Springs         |
| 18 | NP      | Ben Waine          | 17   | Wellington Phoenix      |
| 19 | NP      | Callum McCowatt    | 20   | Eastern Suburbs         |

### Urugwaj
Trener:  Gustavo Ferreyra
| Nr | Pozycja | Zawodnik              | Wiek | Klub                 |
| -- | ------- | --------------------- | ---- | -------------------- |
| 1  | BR      | Franco Israel         | 19   | Juventus             |
| 12 | BR      | Renzo Rodriguez       | 20   | CAI                  |
| 21 | BR      | Mauro Silveira        | 19   | Montevideo Wanderers |
| 2  | OB      | Bruno Mendez          | 19   | Corinthians          |
| 3  | OB      | Sebastian Caceres     | 19   | Liverpool Montevideo |
| 4  | OB      | Ezequiel Busquets     | 18   | Penarol              |
| 6  | OB      | Maximiliano Araujo    | 19   | Montevideo Wanderers |
| 13 | OB      | Emiliano Ancheta      | 19   | Danubio FC           |
| 15 | OB      | Edgar Elizalde        | 19   | Pescara              |
| 19 | OB      | Ronald Araujo         | 20   | FC Barcelona B       |
| 5  | PM      | Martin Barrios        | 20   | Racing Montevideo    |
| 8  | PM      | Santiago Rodriguez    | 19   | Nacional             |
| 14 | PM      | Francisco Ginellla    | 20   | Montevideo Wanderers |
| 16 | PM      | Nicolas Acevedo       | 20   | Liverpool Montevideo |
| 17 | PM      | Thomas Chacon         | 18   | Danubio              |
| 18 | PM      | Juan Manuel Sanabria  | 19   | Atlético Madryt      |
| 7  | NP      | Emiliano Gomez        | 17   | Defensor Sporting    |
| 9  | NP      | Darwiin Nunez         | 19   | Penarol              |
| 10 | NP      | Nicolas Schiappacasse | 20   | Parma                |
| 11 | NP      | Paul Brian Rodriguez  | 19   | Penarol              |
| 20 | NP      | Juan Boselli          | 19   | CF Peralada          |

### Norwegia
Trener:  Pål Arne Johansen
| Nr | Pozycja | Zawodnik                | Wiek | Klub                    |
| -- | ------- | ----------------------- | ---- | ----------------------- |
| 1  | BR      | Markus Olsen Pettersen  | 20   | Nest-Sotra Fotball      |
| 12 | BR      | Julian Faye Lund        | 20   | Rosenborg Ballklub      |
| 13 | BR      | Erik-Johannes Arnebrott | 20   | Viking FK               |
| 2  | OB      | Christian Borchgrevink  | 20   | Vålerenga               |
| 3  | OB      | John Kitolano           | 19   | Wolverhampton Wanderers |
| 4  | OB      | Lars Ranger             | 20   | Ullensaker/Kisa IL      |
| 5  | OB      | Leo Skiri Østigård      | 19   | Brighton & Hove Albion  |
| 14 | OB      | Ulrik Fredriksen        | 19   | Sogndal Fotball         |
| 15 | OB      | Tomas Totland           | 19   | Sogndal Fotball         |
| 17 | OB      | Håkon Evjen             | 19   | FK Bodø/Glimt           |
| 6  | PM      | Adnan Hadzic            | 20   | IK Start                |
| 7  | PM      | Hugo Vetlesen           | 19   | Stabaek IF              |
| 8  | PM      | Emil Bohinen            | 20   | Stabaek IF              |
| 10 | PM      | Eman Markovic           | 20   | Zrinjski Mostar         |
| 16 | PM      | Tobias Børkeeiet        | 20   | Stabaek IF              |
| 18 | PM      | Tobias Svendsen         | 19   | Sandefjord Fotball      |
| 20 | PM      | Tobias Christensen      | 19   | IK Start                |
| 21 | PM      | Ola Brynhildsen         | 20   | Stabaek IF              |
| 9  | NP      | Kristian Thorstvedt     | 20   | Viking                  |
| 11 | NP      | Jens Petter Hauge       | 19   | FK Bodø/Glimt           |
| 19 | NP      | Erling Braut Håland     | 18   | Red Bull Salzburg       |
| 19 | NP      | Callum McCowatt         | 20   | Eastern Suburbs         |

## Grupa D

### Katar
Trener:  Bruno Pinheiro
| Nr | Pozycja | Zawodnik           | Wiek | Klub         |
| -- | ------- | ------------------ | ---- | ------------ |
| 1  | BR      | Salah Zakaria      | 20   | KAS Eupen    |
| 18 | BR      | Shehab Mamdouh     | 19   | Al-Duhail SC |
| 21 | BR      | Marwan Badreldin   | 20   | Al-Ahli      |
| 2  | OB      | Nasir Peer         | 20   | Qatar SC     |
| 3  | OB      | Ahmed Al-Minhali   | 20   | Al-Sailiya   |
| 5  | OB      | Yousef Aymen       | 20   | Qatar SC     |
| 12 | OB      | Homam Ahmed        | 19   | KAS Eupen    |
| 13 | OB      | Ali Malolah        | 20   | Al-Wakrah    |
| 15 | OB      | Bahaa Mamdouh      | 20   | Al-Sadd      |
| 19 | OB      | Ahmed Suhail       | 20   | Al-Ahli      |
| 4  | PM      | Abdollah Ali       | 20   | KAS Eupen    |
| 6  | PM      | Nasser Al Yazidi   | 19   | Al-Duhail SC |
| 8  | PM      | Andri Syahputra    | 19   | Al-Gharafa   |
| 10 | PM      | Khaled Mohammed    | 18   | Qatar SC     |
| 11 | PM      | Abdulla Nasser     | 19   | Al-Khor      |
| 14 | PM      | Eisa Ahmad         | 20   | Qatar SC     |
| 16 | PM      | Hashim Ali         | 18   | Al-Arabi     |
| 17 | PM      | Mohammed Waad      | 19   | Al-Ahli      |
| 20 | PM      | Ahmad Yasser       | 20   | Al-Duhail SC |
| 7  | NP      | Abdulrasheed Umaru | 19   | Al-Ahli      |
| 9  | NP      | Yusuf Abdurisag    | 19   | Al-Arabi     |

### Nigeria
Trener:  Paul Aigbogun
| Nr | Pozycja | Zawodnik             | Wiek | Klub                     |
| -- | ------- | -------------------- | ---- | ------------------------ |
| 1  | BR      | Detan Ogundare       | 18   | Kogi United FC           |
| 16 | BR      | Olawale Oremade      | 19   | Kwara United FC          |
| 21 | BR      | Jonathan Zaccala     | 17   | Triestina                |
| 2  | OB      | Zulkifilu Rabiu      | 17   | Plateau United FC        |
| 3  | OB      | Ikouwem Udo          | 19   | Oasis FC                 |
| 5  | OB      | Aliu Salawudeen      | 19   | Emmanuel Amuneke Academy |
| 6  | OB      | Valentine Ozornwafor | 19   | Enyimba                  |
| 12 | OB      | Igoh Ogbu            | 19   | Rosenborg BK             |
| 15 | OB      | Jamil Muhammad       | 18   | Kano Pillars             |
| 4  | PM      | Peter Eletu          | 19   | Prince Kazeem FC         |
| 7  | PM      | Yira Sor             | 18   | 36 Lion Soccer Academy   |
| 8  | PM      | Tom Dele-Bashiru     | 19   | Manchester City          |
| 10 | PM      | Aniekeme Okon        | 20   | Akwa United              |
| 13 | PM      | Nathan Ofoborh       | 19   | Bournemouth              |
| 14 | PM      | Kingsley Michael     | 19   | Perugia                  |
| 17 | PM      | Success Makanjuola   | 17   | Water FC                 |
| 19 | PM      | Maxwell Effiom       | 19   | Enyimba                  |
| 9  | NP      | Akor Adams           | 19   | Sogndal                  |
| 11 | NP      | Okechukwu Offia      | 19   | IK Sirius                |
| 18 | NP      | Chinonso Emeka       | 17   | Club Brookhouse          |
| 20 | NP      | Muhamed Tijani       | 19   | Banik Ostrava            |

### Ukraina
Trener:  Ołeksandr Petrakow
| Nr | Pozycja | Zawodnik            | Wiek | Klub                   |
| -- | ------- | ------------------- | ---- | ---------------------- |
| 1  | BR      | Andrij Łunin        | 20   | CD Leganes             |
| 12 | BR      | Władysław Kuczeruk  | 20   | Dynamo Kijów           |
| 20 | BR      | Dmytro Riznyk       | 20   | Worskła Połtawa        |
| 2  | OB      | Wałerij Bondar      | 20   | Szachtar Donieck       |
| 3  | OB      | Ołeksandr Safronow  | 19   | SK Dnipro-1            |
| 4  | OB      | Denys Popow         | 20   | Dynamo Kijów           |
| 5  | OB      | Witalij Mykołenko   | 19   | Dynamo Kijów           |
| 9  | OB      | Wiktor Kornijenko   | 20   | Szachtar Donieck       |
| 13 | OB      | Danyło Beskorowajny | 20   | MFK Zemplín Michalovce |
| 17 | OB      | Juchym Konopla      | 19   | Szachtar Donieck       |
| 19 | OB      | Ihor Snurnicyn      | 19   | Olimpik Donieck        |
| 6  | PM      | Maksym Czech        | 20   | Szachtar Donieck       |
| 7  | PM      | Heorhij Citaiszwili | 18   | Dynamo Kijów           |
| 8  | PM      | Ołeksij Chachlow    | 20   | Deportivo Alaves       |
| 10 | PM      | Serhij Bułeca       | 20   | Dynamo Kijów           |
| 15 | PM      | Kyryło Dryszluk     | 19   | FK Ołeksandrija        |
| 16 | PM      | Mykoła Musolitin    | 20   | Czornomoreć Odessa     |
| 21 | PM      | Ołeksij Kaszczuk    | 18   | Szachtar Donieck       |
| 11 | NP      | Władysław Supriaha  | 19   | Dynamo Kijów           |
| 14 | NP      | Danyło Sikan        | 18   | FK Mariupol            |
| 18 | NP      | Denys Ustymenko     | 20   | FK Ołeksandrija        |

### Stany Zjednoczone
Trener:  Tab Ramos
| Nr | Pozycja | Zawodnik            | Wiek | Klub                   |
| -- | ------- | ------------------- | ---- | ---------------------- |
| 1  | BR      | Brady Scott         | 19   | FC Kolonia             |
| 12 | BR      | David Ochoa         | 18   | Real Salt Lake         |
| 21 | BR      | C.J. dos Santos     | 18   | Benfica Lizbona        |
| 2  | OB      | Sergino Dest        | 18   | Ajax Amsterdam         |
| 3  | OB      | Chris Gloster       | 19   | Hannover 96            |
| 4  | OB      | Mark McKenzie       | 20   | Philadelphia Union     |
| 5  | OB      | Chris Richards      | 19   | Bayern Monachium       |
| 13 | OB      | Aboubacar Keita     | 19   | Richmond Kickers       |
| 15 | OB      | Matthew Real        | 19   | Philadelphia Union     |
| 6  | PM      | Chris Durkin        | 19   | DC United              |
| 8  | PM      | Alex Mendez         | 18   | SC Freiburg            |
| 10 | PM      | Paxton Pomykal      | 19   | FC Dallas              |
| 14 | PM      | Edwin Cerrillo      | 18   | FC Dallas              |
| 16 | PM      | Brandon Servania    | 20   | FC Dallas              |
| 20 | PM      | Richie Ledezma      | 18   | PSV Eindhoven          |
| 7  | NP      | Ayo Akinola         | 19   | Toronto FC             |
| 9  | NP      | Sebastian Soto      | 18   | Hannover 96            |
| 11 | NP      | Timothy Weah        | 19   | Celtic Glasgow         |
| 17 | NP      | Konrad de la Fuente | 17   | Barcelona Juvenil A    |
| 18 | NP      | Ulysses Llanez      | 18   | VfL Wolfsburg          |
| 19 | NP      | justin Rennicks     | 20   | New England Revolution |

## Grupa E

### Panama
Trener:  Jorge Dely Valdés
| Nr | Pozycja | Zawodnik          | Wiek | Klub               |
| -- | ------- | ----------------- | ---- | ------------------ |
| 1  | BR      | Marcos Allen      | 20   | Plaza Amador       |
| 12 | BR      | Emerson Dimas     | 17   | CAI                |
| 21 | BR      | Kevin Mosquera    | 19   | Sporting SM        |
| 2  | OB      | Rodolfo Rodríguez | 20   | SUNTRACS           |
| 3  | OB      | Guillermo Benítez | 20   | Atlanta United FC  |
| 4  | OB      | Manuel Gamboa     | 20   | Universitario      |
| 11 | OB      | Jorge Méndez      | 18   | Universitario      |
| 17 | OB      | Soyell Trejos     | 19   | Árabe Unido        |
| 19 | OB      | Jesús West        | 19   | Toronto FC         |
| 5  | PM      | Carlos Harvey     | 19   | LA Galaxy          |
| 6  | PM      | Ernesto Walker    | 20   | LA Galaxy          |
| 8  | PM      | Víctor Griffith   | 18   | Santos de Guápiles |
| 10 | PM      | Ángel Orelien     | 18   | Sporting SM        |
| 13 | PM      | Carlos Kirton     | 19   | CAI                |
| 14 | PM      | Jovani Welch      | 19   | Alianza            |
| 15 | PM      | Diego Valanta     | 18   | Tauro FC           |
| 20 | PM      | Edgar Cunningham  | 18   | Árabe Unido        |
| 7  | NP      | Efraín Bristan    | 19   | Árabe Unido        |
| 9  | NP      | Eduardo Guerrero  | 19   | Maccabi Tel Awiw   |
| 16 | NP      | Tomás Rodríguez   | 20   | Alianza            |
| 18 | NP      | Axel McKenzie     | 19   | Tauro FC           |

### Mali
Trener:  Baye Ba
| Nr | Pozycja | Zawodnik             | Wiek | Klub               |
| -- | ------- | -------------------- | ---- | ------------------ |
| 1  | BR      | Alkalifa Coulibaly   | 17   | Onze Createurs     |
| 16 | BR      | Youssouf Koita       | 18   | Girona FC          |
| 21 | BR      | Souleymane Coulibaly | 17   | Afrique Foot Elite |
| 2  | OB      | Arnaud Konan         | 19   | Etoiles du Mande   |
| 3  | OB      | Drissa Diarra        | 20   | AS Bamako          |
| 4  | OB      | Fode Konate          | 18   | AS Bamako          |
| 5  | OB      | Babou Fofana         | 20   | Stade Malien       |
| 13 | OB      | Clement Kanoute      | 19   | CS Duguwolofila    |
| 15 | OB      | Abdoulaye Diaby      | 18   | Royal Antwerp      |
| 6  | PM      | Ousmane Diakite      | 18   | Red Bull Salzburg  |
| 8  | PM      | Mohamed Camara       | 19   | Red Bull Salzburg  |
| 10 | PM      | Mamadou Traore       | 20   | Stade Malien       |
| 14 | PM      | Sambou Sissoko       | 18   | USFAS              |
| 17 | PM      | Mamadou Samake       | 19   | Standard Liège     |
| 18 | PM      | Boubacar Traore      | 17   | AS Bamako          |
| 7  | NP      | Hadji Drame          | 18   | Yelleni Olimpic    |
| 9  | NP      | El Bilal Toure       | 17   | Afrique Foot Elite |
| 11 | NP      | Boubacar Konte       | 18   | Sarpsborg FK       |
| 12 | NP      | Mamady Diarra        | 18   | Yeelen FC          |
| 19 | NP      | Lassana N’Diaye      | 18   | CSKA Moskwa        |
| 20 | NP      | Sekou Koita          | 19   | Red Bull Salzburg  |

### Francja
Trener:  Bernard Diomede
| Nr | Pozycja | Zawodnik          | Wiek | Klub                      |
| -- | ------- | ----------------- | ---- | ------------------------- |
| 1  | BR      | Alban Lafont      | 20   | Fiorentina                |
| 16 | BR      | Ilan Meslier      | 19   | Lorient                   |
| 21 | BR      | Didier Desprez    | 20   | JA Drancy                 |
| 2  | OB      | William Saliba    | 18   | Saint-Etienne             |
| 3  | OB      | Evan N’Dicka      | 19   | Eintracht Frankfurt       |
| 4  | OB      | Boubacar Kamara   | 19   | Olympique Marsylia        |
| 5  | OB      | Dan-Axel Zagadou  | 19   | Borussia Dortmund         |
| 12 | OB      | Sambou Sissoko    | 20   | Reims                     |
| 13 | OB      | Nicolas Cozza     | 20   | Montpellier               |
| 15 | OB      | Thomas Basila     | 20   | Nantes                    |
| 6  | PM      | Enzo Loiodice     | 18   | Dijon FCO                 |
| 8  | PM      | Mickael Cuisance  | 19   | Borussia Moenchengladbach |
| 14 | PM      | Ibrahima Diallo   | 20   | Brestois                  |
| 18 | PM      | Youssouf Fofana   | 20   | RC Strasbourg             |
| 20 | PM      | Boubakary Soumare | 20   | Lille OSC                 |
| 7  | NP      | Jacine Adli       | 18   | Girondins de Bordeaux     |
| 9  | NP      | Amine Gouiri      | 19   | Olympique Lyon            |
| 10 | NP      | Moussa Diaby      | 19   | Paris Saint-Germain       |
| 11 | NP      | Nabil Alioui      | 20   | Cercle Brugge             |
| 17 | NP      | Lenny Pintor      | 18   | Olympique Lyon            |
| 19 | NP      | Moussa Sylla      | 19   | AS Monaco                 |

### Arabia Saudyjska
Trener:  Khaled Al Atwi
| Nr | Pozycja | Zawodnik                | Wiek | Klub         |
| -- | ------- | ----------------------- | ---- | ------------ |
| 1  | BR      | Nawaf Al-Ghamdi         | 20   | Al-Hilal     |
| 20 | BR      | Abdulrahman Al-Shammari | 18   | An-Nassr     |
| 21 | BR      | Al-Shabab               | 19   | Al-Shabab    |
| 2  | OB      | Saud Abdulhamid         | 19   | Al-Ittihad   |
| 3  | OB      | Khalifah Al-Dawsari     | 20   | Al-Qadisiyah |
| 4  | OB      | Naif Almas              | 20   | An-Nassr     |
| 5  | OB      | Hassan Al-Tambakti      | 19   | Al-Shabab    |
| 12 | OB      | Mohammed Al-Shaqiti     | 20   | An-Nassr     |
| 13 | OB      | Muhannad Al-Shanqeeti   | 20   | Al-Ittihad   |
| 15 | OB      | Hazim Al-Zahrani        | 20   | Al-Ittihad   |
| 6  | PM      | Firas Al-Ghamdi         | 20   | Al-Ahli      |
| 8  | PM      | Hamed Al-Ghamdi         | 20   | Al-Ettifaq   |
| 10 | PM      | Turki Al-Ammar          | 19   | Al-Shabab    |
| 11 | PM      | Khalid Al-Ghannam       | 18   | Al-Qadisiyah |
| 14 | PM      | Mansor Al-Beshe         | 19   | Al-Hilal     |
| 15 | PM      | Faraj Al-Ghashayan      | 19   | An-Nassr     |
| 17 | PM      | Ibrahim Mahnashi        | 19   | Al-Ettifaq   |
| 18 | PM      | Salem Al-Saleem         | 20   | Al-Hilal     |
| 19 | PM      | Abdulmohsen Al-Qahtani  | 19   | Al-Qadisiyah |
| 7  | NP      | Yahya Naji              | 20   | An-Nassr     |
| 9  | NP      | Firas Al-Buraikan       | 19   | An-Nassr     |

## Grupa F

### Portugalia
Trener:  Helio Sousa
| Nr | Pozycja | Zawodnik          | Wiek | Klub                    |
| -- | ------- | ----------------- | ---- | ----------------------- |
| 1  | BR      | Diogo Costa       | 19   | FC Porto                |
| 12 | BR      | Joao Virginia     | 19   | Everton                 |
| 21 | BR      | Lusi Maximiano    | 20   | Sporting Lizbona        |
| 2  | OB      | Diogo Dalot       | 20   | Manchester United       |
| 3  | OB      | Diogo Queirós     | 20   | FC Porto                |
| 4  | OB      | Diogo Leite       | 20   | FC Porto                |
| 5  | OB      | Ruben Vinagre     | 20   | Wolverhampton Wanderers |
| 14 | OB      | Thierry Corrreia  | 20   | Sporting Lizbona        |
| 15 | OB      | Moura             | 19   | Braga                   |
| 16 | OB      | Romain Correia    | 19   | Vitoria Guimaraes       |
| 6  | PM      | Florentino Luis   | 19   | Benfica Lizbona         |
| 8  | PM      | Gedson            | 20   | Benfica Lizbona         |
| 10 | PM      | Miguel Luis       | 20   | Sporting Lizbona        |
| 13 | PM      | Nuno Pina         | 20   | Chievo Werona           |
| 20 | PM      | Nuno Santos       | 20   | Benfica Lizbona         |
| 7  | NP      | Jota              | 20   | Benfica Lizbona         |
| 9  | NP      | Rafael Leao       | 19   | Lille                   |
| 11 | NP      | Mesaque Dju       | 20   | West Ham United         |
| 17 | NP      | Francisco Trincão | 19   | SC Braga                |
| 18 | NP      | Pedro Neto        | 19   | Lazio Rzym              |
| 19 | NP      | Pedro Martelo     | 19   | SC Braga                |

### Korea Południowa
Trener:  Chung Jung-yong
| Nr | Pozycja | Zawodnik        | Wiek | Klub                    |
| -- | ------- | --------------- | ---- | ----------------------- |
| 1  | BR      | Lee Gwang-yeon  | 19   | Gangwon FC              |
| 12 | BR      | Park Ji-min     | 18   | Suwon Samsung Bluewings |
| 21 | BR      | Choi Min-soo    | 19   | Hamburg SV              |
| 2  | OB      | Hwang Tae-hyeon | 20   | Ansan Greeners FC       |
| 3  | OB      | Lee Jae-ik      | 20   | Gangwon FC              |
| 4  | OB      | Lee Ji-sol      | 19   | Daejeon Citizen FC      |
| 5  | OB      | Kim Hyun-woo    | 20   | Dynamo Zagrzeb          |
| 8  | OB      | Lee Kyu-hyuk    | 20   | Jeju United             |
| 16 | OB      | Kim Ju-sung     | 18   | FC Seul                 |
| 17 | OB      | Lee Sang-jun    | 19   | Busan IPark FC          |
| 19 | OB      | Choi Jun        | 20   | Uniwersytet Yonsei      |
| 6  | PM      | Kim Jung-min    | 19   | FC Liefering            |
| 10 | PM      | Lee Kang-in     | 18   | Valencia CF             |
| 13 | PM      | Ko Jae-hyeon    | 20   | Daegu FC                |
| 14 | PM      | Park Tae-jun    | 20   | Seongnam FC             |
| 15 | PM      | Jeong Ho-jin    | 19   | Uniwersytet Korea       |
| 20 | PM      | Kim Se-yun      | 20   | Daejeon Citizen FC      |
| 7  | NP      | Jeon Se-jin     | 19   | Suwon Samsung Bluewings |
| 9  | NP      | Oh Se-hun       | 20   | Ansan Mugunghwa FC      |
| 11 | NP      | Um Won-sang     | 20   | Gwangju FC              |
| 18 | NP      | cho Young-wook  | 20   | FC Seul                 |

### Argentyna
Trener:  Fernando Batista
| Nr | Pozycja | Zawodnik              | Wiek | Klub               |
| -- | ------- | --------------------- | ---- | ------------------ |
| 1  | BR      | Manuel Roffo          | 19   | Boca Juniors       |
| 12 | BR      | Jeronimo Pourtau      | 19   | Estudiantes        |
| 21 | BR      | Joaquin Blazquez      | 18   | Valencia CF        |
| 2  | OB      | Nehuen Perez          | 18   | Atlético Madryt    |
| 3  | OB      | Francisco Ortega      | 20   | Velez Sarsfield    |
| 4  | OB      | Facundo Mura          | 20   | Estudiantes        |
| 6  | OB      | Maximiliano Centurion | 20   | Argentina Juniors  |
| 13 | OB      | Marcelo Weigandt      | 19   | Boca Juniors       |
| 14 | OB      | Facundo Medina        | 19   | Talleres           |
| 5  | PM      | Santiago Sosa         | 20   | River Plate        |
| 8  | PM      | Agustin Almendra      | 19   | Boca Juniors       |
| 10 | PM      | Gonzalo Maroni        | 20   | Talleres           |
| 11 | PM      | Anibal Moreno         | 20   | Newell’s Old Boys  |
| 15 | PM      | Fausto Vera           | 19   | Argentinos Juniors |
| 18 | PM      | Cristian Ferreira     | 19   | River Plate        |
| 20 | PM      | Ezequiel Barco        | 20   | Atlanta United FC  |
| 7  | NP      | Julian Alvarez        | 19   | River Plate        |
| 9  | NP      | Adolfo Gaich          | 20   | San Lorenzo        |
| 16 | NP      | Agustin Urzi          | 19   | Banfield           |
| 17 | NP      | Tomas Chancalay       | 20   | Colon              |
| 19 | NP      | Pedro de la Vega      | 18   | Lanus              |

### Południowa Afryka
Trener:  Thabo Senong
| Nr | Pozycja | Zawodnik           | Wiek | Klub              |
| -- | ------- | ------------------ | ---- | ----------------- |
| 1  | BR      | Kopano Thuntsane   | 19   | Orlando Pirates   |
| 16 | BR      | Glen Baadjies      | 19   | Mamelodi Sundowns |
| 20 | BR      | Khulekani Kubheka  | 20   | Cape Umoya United |
| 2  | OB      | Keenan Abrahams    | 19   | Ajax Cape Town    |
| 3  | OB      | Givemore Khupe     | 19   | Cape Umoya United |
| 4  | OB      | Malebogo Modise    | 20   | Mamelodi Sundowns |
| 5  | OB      | Sibusiso Mabiliso  | 20   | AmaZulu           |
| 6  | OB      | Fezile Gcaba       | 20   | Orlando Pirates   |
| 13 | OB      | Keena Phillips     | 19   | Bidvest Wits      |
| 21 | OB      | Brendon Moloisane  | 20   | Mamelodi Sundowns |
| 7  | PM      | Promise Mkhuma     | 18   | Mamelodi Sundowns |
| 8  | PM      | Njabulo Blom       | 19   | Kaizer Chiefs     |
| 9  | PM      | Oswin Appollis     | 17   | SuperSport United |
| 14 | PM      | Luke Le Roux       | 19   | SuperSport United |
| 15 | PM      | Siphesihle Mkhize  | 20   | Mamelodi Sundowns |
| 17 | PM      | Luvuyo Phewa       | 19   | Real Kings        |
| 19 | PM      | Kobamelo Kodisang  | 19   | Sanjoanense       |
| 10 | NP      | Lyle Foster        | 18   | AS Monaco         |
| 11 | NP      | Thakgalo Leshabela | 19   | Leicester City    |
| 12 | NP      | James Monyane      | 19   | Orlando Pirates   |
| 18 | NP      | Leo Thethani       | 20   | Ajax Amsterdam    |